# تشهار ديوار (أيل تيمور)
تشهار دیوار (بالفارسية: چهاردیوار) هي قرية تقع في إيران في أذربيجان الغربية. يقدر عدد سكانها بـ 144 نسمة بحسب إحصاء 2016.